# Ulla Björkman
Ulrika Ulla Björkman, ursprungligen Ulla Anita Björkman, som författare även känd som Ulla Ulrika Björkman, född 15 juli 1939 i Borås, död 30 juli 2025 i Skene, var en svensk entreprenör, kallad roulettdrottningen, och författare.

## Biografi
Vid 20 års ålder drev Björkman sexton krogrouletter från Skåne i söder till Sundsvall i norr. Affärerna var framgångsrika och hon kallades "roulettdrottningen". Hon hade 200 anställda vid denna tidpunkt.  Hon drev Björkmanska bokmärkesmuseet i Gränna mellan 1999 och 2007. Journalisten Pelle Nyquist utgav 2004 en intervjubok om hennes liv.
Ulla Ulrika Björkman blev vid 18 års ålder mor till melodifestivalproducenten Christer Björkman (född 1957). Hon var sedan gift fyra gånger, tredje gången 1969–1977 med Geron Johansson (1937–2011) med vilken hon fick dottern Therese Björkman (född 1970). Fjärde äktenskapet varade 1977–1994 med ishockeyspelaren Stefan Persson. Under en period bodde de i New York där han var proffsspelare. På äldre dar ändrade hon namn först till Ulrika Anita och sedan till Ulrika Ulla.

### Om Björkman
- 2004 – Nyquist, Pelle. Roulettdrottningen: Ulla Björkman - ett kvinnoliv. Gävle: Zoot. Libris 9633475. ISBN 91-973130-8-4